# Operációs rendszerek listája
Ez a cikk az operációs rendszerek szócikkeinek listáját tartalmazza.

## Felépítése
- CTSS (A Compatible Timeshare System, az MIT és Corbato és mások által fejlesztett operációs rendszer)
- Incompatible Timesharing System (rövidítve ITS, az MIT-ben fejlesztették a Digital Equipment Corporation PDP-6 és PDP-10 mainframe-jeihez)
- THE multiprogramming system (Edsger Dijkstra és sokan mások által fejlesztve)
- Multics (közös operációs rendszer fejlesztési projekt a Bell Labs, a GE és az MIT között)
- Master programme (a Leo Computers, Leo III-nek fejlesztették 1962-ben)
- RC 4000 Multiprogramming System (a Regnecentralen által fejlesztett rendszer, 1969-ből)

## Korai, védett mikroszámítógép-rendszerek
- Apple Computer által fejlesztett Apple DOS (korai változatai Read-only memory firmware-rel voltak ellátva, valamint Integer BASIC-kel; a későbbi változatok már tartalmaztak egy Microsoft BASIC fordítót)
- Business Operating System (rövidítve BOS, platformfüggetlen, parancssoros rendszer)
- Commodore PET, Commodore 64, Commodore VIC-20
- A nagyon első IBM PC (3 operációs rendszer volt képes elindulni rajta: a UCSD p-System, a CP/M-86 s végül – természetesen – a PC-DOS)
- Sinclair Micro és QX stb.
- TRS-DOS, NEW-DOS, ROM OS (leginkább Microsoft BASIC implementációk voltak, fájlrendszer kiegészítésekkel)
- TI-99/4A
- FLEX (Motorola 6800-alapú mikroszámítógépekre: SWTPC, Tano, Smoke Signal Broadcasting, Gimix stb.) – Technical Systems Consultants fejlesztette
- Flex (a Technical Systems Consultants fejlesztette a Motorola 6800 alapú mikroszámítógépekre: SWTPC, Tano, Smoke Signal Broadcasting, Gimix stb.)
- mini-FLEX (TSC 5.25"-es hajlékonylemezes 6800-alapú mikrogépekre)
- FLEX9 (a TSCfejlesztette a Motorola 6809 alapú mikroszámítógépekre)
- mini-FLEX (a TSC fejlesztette az 5.25" lemezes, 6800 alapú gépekhez)
- CMT-ROS

## Unix-szerűés másPOSIX-kompatibilis rendszerek
- AIX (Unix) – IBM
- Amoeba (kutatórendszer) – Andrew S. Tanenbaum
- AtheOS (folytatása a Syllable)
- A/UX (Unix-alapú rendszer) – Apple
- Berkeley Software Distribution (Unix; a Digital Equipment Corporation VAX hardverére)
- Cromix (Unix-emuláló rendszer) – Cromemco
- Coherent (Unix-emuláló rendszer PC-alapú számítógépekhez) – Mark Williams és társai
- DNIX
- Digital UNIX – később HP (Tru64)
- FreeBSD (a CSRG BSD Unix alapjaira épült nyílt forráskódú [„open source”] rendszer)
- GNU Hurd
- GNU/Linux
- HP-UX – HP
- IRIX – SGI
- LainOS (FreeBSD alapokról indított rendszer)
- Linux (szabad forráskódú, Unixhoz hasonló kernel)
- macOS –Apple Inc.
- Minix – Andrew S. Tanenbaum
- MenuetOS
- NetBSD (a CSRG utáni nyílt forráskódú BSD-fejlesztés)
- NeXTSTEP
- OS-9 (Motorola 6809-alapú gépekre)
- OS-9/68k (Motorola 680x0-alapú gépekre)
- OS-9000 (OS-9; C-ben íródott, Intel és más processzorokra)
- OS/360
- OSF/1
- OpenBSD (a CSRG utáni nyílt forráskódú BSD-fejlesztés)
- Plan 9 (hálózati rendszer) – Bell Labs
- QNX (POSIX, mikrokerneles rendszer; „valósidejű”, beépített rendszerekben)
- RiscOS
- SCO UNIX (a Caldera megvette az, majd visszanevezte SCO-ra) – SCO
- Solaris – Sun Microsystems
- SunOS (később Solaris) – Sun Microsystems
- Unix System V (AT&T Unix, „SVr4” volt a negyedik kiadás)
- UNIX – Bell Labs, eredetileg Ken Thompson
- UNIflex (Unix-emuláló rendszer) Motorola 6809-alapú rendszerekhez; SWTPC, GIMIX stb.) – TSC
- Ultrix (a DEC első Unix verziója, a VAX és PDP-11 gépekhez; BSD-alapú)
- UniCOS
- Xenix (különféle hardverekre) – Microsoft Corporation
- z/OS (az IBM legutolsó ún. „mainframe” rendszere)
- Jolicloud

## Általános, alapszintű, nem-UNIX és egyéb rendszerek
- AOS (lásd: Bluebottle)
- AROS (az Amiga kutatási rendszere)
- Bluebottle (az Oberon operációs rendszer továbbfejlesztése; előző neve AOS volt)
- Control Program/Monitor-80 (CPM)
- MP/M-80 (CP/M-86-alapú, a Digital Research által továbbfejlesztett változat)
- UCSD P-system (hordozható [platformfüggetlen] teljes fejlesztői környezet) – kaliforniai San Diegó-i Egyetem tanulói Ken Bowles prof. vezetésével
- FLEX9 (Motorola 6809-alapú gépek számára; a FLEX jogutódja, amely Motorola 6800-alapú gépekre íródott) – TSC
- SSB-DOS (a Smoke Signal Broadcasting részére; a FLEX egy változata) – TSC
- CP/M-86 (CP/M Intel 8088/86 gépekre) – Digital Research
- DESQView (ablakkezelő grafikus felhasználói felület [GUI] MS-DOS-ra, kb. 1985)
- DR-DOS (MS-DOS-kompatibilis rendszer; még ma is használják, speciális területeken) – Digital Research, később Novell,  majd Caldera
- FreeDOS (nyílt forráskódú MS-DOS-kompatibilis változat)
- GEM (grafikus felhasználói felület [GUI] MS-DOS/DR-DOS-ra) – Digital Research
- GEOS (Graphic Environment Operating System)
- MS-DOS (IBM PC-kompatibilis számítógépekhez) – Microsoft
- PC-DOS (IBM DOS)
- Mach (a NestStephez hasonló) – CMU
- NewOS
- Oberon (a „Ceres” és a „Chameleon” munkaállomás-projekt keretében készült) – ETH-Zurich: Niklaus Wirth)
- OS/2 (Windows-/MS-DOS-kompatibilis rendszer; jelentős technológiai fejlesztés volt, a korai Windows és MS-DOS alapjain. Az Odin nyílt forráskódú rendszer Windows 9x kompatibilitást biztosít az OS/2-nek.) – Microsoft, később IBM
- OS-9 (Unix-emuláló rendszer a Microware-től, Motorola 6809-alapú gépekre)
- OS-9/68k (Unix-emuláló rendszer a Microware-től, Motorola 680x0-alapú gépekre; OS-9-ből fejlesztették tovább)
- OS-9000 (hordozható Unix-emuláló rendszer a Microware-től; volt Intel x86-os verziója is)
- ReactOS (nyílt forráskódú Windows NT-klón)
- SkyOS
- TRIPOS
- TUNES
- QDOS (új Intel 808x processzorokra) – Seattle Computer Products (Tim Paterson), később Microsoft (MS-DOS/PC-DOS)
- VisiOn (az egyik első grafikus felület PC-re, üzletileg sikertelen)
- VME – International Computers Limited
- MorphOS – Genesi
- NetWare – Novell
- NeXTStep
- Plan 9, Inferno (hálózati rendszer) – Bell Labs Computer Research
- Primos Prime Computer
- BS2000 Siemens AG
- Visopsys
- EyeOS - Bongészó alapú operációs rendszer
- SharpOS - Nyílt kódú C#-on írt rendszer

## Operációs rendszerek

### Acorn
- Arthur
- ARX
- RISC OS
- RISCiX

### Amiga
- AmigaOS
- Amiga Unix

### Atari ST
- TOS
- MultiTOS
- MiNT (linux)

### Apple
Az első név és dátum a sorozat első eleme, a gondolatjel után a sorozat utolsó eleme. A Mac OS X, OS X és macOS rendszerek egymásra épülnek. Az első Mac OS X teljesen eltért a Classic Mac OS utolsó (és bármelyik korábbi) verziójától. Az A/UX (és az Apple DOS) teljesen eltér a többi említett rendszertől.
- Apple DOS
- Classic Mac OS
  - Macintosh System Software (0.1, 1984. január – 0.7, 1986. január)
  - System Software (1.0, 1986. február, 1.0 – 7.5, 1994. szeptember)
  - Mac OS (7.6, 1997. január – 9.2, 2001. június)
- Mac OS X
  - Mac OS X Server 1.0, 1999. március
  - Mac OS X Public Beta, 2000. szeptember
  - Mac OS X 10.1 Puma, 2001. szeptember – Mac OS X 10.7 Lion, 2011. július
- OS X
  - OS X 10.8 Mountain Lion, 2012 július – OS X 10.11 El Capitan, 2015 szeptember
- macOS
  - macOS Server 5.0 2015 szeptember
  - macOS 10.12 Sierra, 2016 szeptember – macOS 14 Sonoma, 2023 szeptember (jelenleg, a szócikk frissítésekor)
- A/UX (Apple Network szerverek)

### blackPanther Magyarország
- blackPanther OS (Magyar Linux-disztribúció)[1]

### Canonical Ltd
- Ubuntu (linux)

### Be Inc.
- BeOS
- BeIA
- Zeta

### Digital/Compaq/HP
- HP-Ux
- AIS
- OS-8
- ITS (a PDP-6 és a PDP-10 gépekre)
- TOPS-10 (a PDP-10 gépre)
- WAITS
- TENEX (BBN-től)
- TOPS-20 (a PDP-10 gépre)
- RSTS/E (több gépen is futott, főképpen a PDP-11-en)
- RSX-11 (többfelhasználós, több feladat párhuzamos futtatására képes többfeladatos rendszer a PDP-11-re)
- RT-11 (egyfelhasználós rendszer a PDP-11-re)
- VMS (VAX gépekre; később átnevezték OpenVMS-re) – DEC

### Enterprise
- EXOS

### Huawei
- Harmony OS

### IBM
- OS/2
- AIX (Unix-verzió)
- OS/400
- OS/390
- VM/CMS
- DOS/VSE
- OS/360 (az első rendszer, amelyet a System 360 hardverre terveztek)
- OS/360 HASP (az első hálózati rendszer, amelyet az OS/360-hoz terveztek, magyar résztvevőkkel)
- MFT (későbbi neve OS/VS1)
- MVT (későbbi neve OS/VS2)
- ADIOS (adaptiv vezérlés OS/VS2-höz, magyar fejlesztés)
- SVS
- MVS (az MVT egy későbbi változata)
- TPF
- ALCS
- OS/390
- z/OS
- Basic Operating System (az első kiadott rendszer System 360 gépekre, átmenetileg)
- PC-DOS (más néven MS-DOS) – Microsoft

### Microsoft
- MS-DOS
- Windows
- Windows CE .NET (lásd még: Windows CE 3.0)
- Xenix (Unix) – később SCO

### NEC Corporation
- PC-UX

### Zorin OS Ireland
- Zorin OS (linux)

## Operációs rendszerek mobil eszközökre

### Google
- Android
- ChromiumOS – a ChromeOS nyílt forráskódú operációs rendszer fejlesztői változata, Linuxon alapul
- ChromeOS – kizárólag webes alkalmazásokkal való működésre tervezték, frissített változata képes Android-alkalmazások futtatására
- Container-Optimized OS (COS) – egy Docker konténerek futtatására optimalizált operációs rendszer, amely a ChromiumOS-en alapul
- Fuchsia – valós idejű operációs rendszer (RTOS), beágyazott hardverektől kezdve nagyobb eszközökre skálázható, fejlesztés alatt áll; nem a Linux kernelre épül
- Wear OS – az Android operációs rendszer okosórákhoz és más hordozható eszközökhöz tervezett változata

### Apple Inc.
- IOS

### Symbian Foundation
- Symbian

### Microsoft
- Windows Phone (WP)